# Moscow Open 1990
Il Moscow Open 1990 è stato un torneo di tennis che si è giocato sul sintetico indoor. Il torneo faceva parte del circuito Tier V nell'ambito del WTA Tour 1990. Si è giocato a Mosca in Russia, dal 1° al 7 ottobre 1990.

## Campionesse

### Singolare
Leila Meskhi ha battuto in finale  Elena Brjuchovec con il punteggio di 6–4, 6–4

### Doppio
Gretchen Magers /  Robin White hanno battuto in finale  Elena Brjuchovec /  Evgenija Manjukova con il punteggio di 6–2, 6–4